# Faktoriál
V matematice je faktoriál čísla n (značeno pomocí vykřičníku: n!) číslo, rovné součinu všech kladných celých čísel menších nebo rovných n, pokud je n kladné, a rovno 1 pro n = 0. Značení n! vyslovujeme jako „n faktoriál“. Toto značení zavedl Christian Kramp v roce 1808. Faktoriál n je roven počtu permutací n-prvkové množiny.

## Definice
| {\displaystyle n}  | {\displaystyle n!}             |
| ------------------ | ------------------------------ |
| 0                  | 1                              |
| 1                  | 1                              |
| 2                  | 2                              |
| 3                  | 6                              |
| 4                  | 24                             |
| 5                  | 120                            |
| 6                  | 720                            |
| 7                  | 5 040                          |
| 8                  | 40 320                         |
| 9                  | 362 880                        |
| 10                 | 3 628 800                      |
| 15                 | 1 307 674 368 000              |
| 20                 | 2 432 902 008 176 640 000      |
| 25                 | 15 511 210 043 330 985 984 000 |
| 50                 | 3,041 409 32…×1064             |
| 70                 | 1,197 857 17…×10100            |
| 100                | 9,3326215444×10157             |
| 171                | 1,2410180702×10309             |
| 450                | 1,733 368 73…×101 000          |
| 1 000              | 4,0238726008×102,567           |
| 3 249              | 6,412 337 68…×1010 000         |
| 25 206             | 1,205 703 438…×10100 000       |
| 47 176             | 8,448 573 149 5…×10200 001     |
| 100 000            | 2,824 229 407 9…×10456 573     |
| 200 000            | 1,420 225 345 47…×10973 350    |
| 205 023            | 2.5038989317×101,000,004       |
| 300 000            | 1,477 391 531 738…×101 512 851 |
| 1 000              | 8,263 931 688 3…×105 565 708   |
| 1,0248383838×1098  | 101,0000000000×10100           |
| 1×10100            | 109,9565705518×10101           |
| 1,7976931349×10308 | 105,5336665775×10310           |

Faktoriál je formálně definován takto:
{\displaystyle n!=1\cdot 2\cdot \,\dotsb \,\cdot n=\prod _{k=1}^{n}k\qquad {\mbox{pro }}n>0}
Například:
{\displaystyle 5!=1\cdot 2\cdot 3\cdot 4\cdot 5=120}
Pro případ prázdného součinu platí, že
{\displaystyle 0!=1}

### Rekurzivní výpočet
Faktoriál lze také definovat rekurzivně:
{\displaystyle (n+1)!=(n+1)\cdot n!\ }

### Zobecnění pro komplexní čísla
Zobecněním faktoriálu pro obor komplexních čísel je gama funkce, používaná v mnoha oblastech matematiky, například ve statistice:
{\displaystyle z!=\Gamma (z+1)=\int _{0}^{\infty }t^{z}e^{-t}\,dt}
Ačkoliv uvedený integrál konverguje pouze pro {\displaystyle \operatorname {Re} \,z>-1}, lze zobecněný faktoriál holomorfně rozšířit na celou komplexní rovinu kromě celých záporných čísel.
Posloupnost faktoriálů čísel 0, 1, 2, … začíná:
1, 1, 2, 6, 24, 120, 720, 5040, 40320, 362880, 3628800, 39916800, 479001600, 6227020800, 87178291200, 1307674368000, …

## Využití
Faktoriály se hojně vyskytují v kombinatorice. Faktoriál čísla n udává počet permutací množiny n prvků, tzn. počet způsobů, jak seřadit n různých objektů.
Pomocí faktoriálů lze také spočítat kombinační číslo:
{\displaystyle {n \choose k}={n! \over k!(n-k)!}}

## Vlastnosti
Faktoriál je velice rychle rostoucí funkce. Jeho přibližnou hodnotu pro velká n lze vypočítat Stirlingovým vzorcem:
{\displaystyle n!\sim {\sqrt {2\pi n}}\left({\frac {n}{e}}\right)^{n}}

## Dvojitý faktoriál, multifaktoriál
Kromě běžného faktoriálu je možné definovat také dvojitý faktoriál, značený n!!, ve kterém se činitelé snižují po dvou namísto po jedné. Je možno ho rekurzivně definovat jako
{\displaystyle n!!={\begin{cases}1,&&{\mbox{pro }}n=0{\mbox{ nebo }}n=1,\\n(n-2)!!&&{\mbox{pro }}n\geq 2.\end{cases}}}
Například {\displaystyle 8!!=8\cdot 6\cdot 4\cdot 2=384}, nebo {\displaystyle 9!!=9\cdot 7\cdot 5\cdot 3\cdot 1=945}.
Posloupnost dvojitých faktoriálů čísel 0, 1, 2, … začíná:
1, 1, 2, 3, 8, 15, 48, 105, 384, 945, 3840, 10395, 46080, 135135, 645120, 2027025, …
Také dvojitý faktoriál je spojen s gama funkcí, např.
{\displaystyle \Gamma \left(n+{1 \over 2}\right)={\sqrt {\pi }}{(2n-1)!! \over 2^{n}}}
Dvojitý faktoriál lze dále zobecnit na záporná lichá čísla (toto není možné u běžného faktoriálu, který při zobecnění na gama funkci pro záporná čísla diverguje). Můžeme tak učinit inverzí rekurentního vztahu:
{\displaystyle n!!=n\cdot (n-2)!!\implies (n-2)!!={\frac {n!!}{n}}.}
Platí tak {\displaystyle \textstyle (-1)!!=1,(-3)!!=-1,(-5)!!={\frac {1}{3}},} atd.
Kromě dvojitého faktoriálu lze tuto ideu dále zobecnit na (již nepříliš používané) multifaktoriály n!!!, n!!!! atd. (obecně n!(k)).

## Výpočet v informatice
Rekurzivní definice je často užívána i v programování, protože vede na jednoduchý zápis algoritmu využívající rekurzivní volání funkce. Takový výpočet však je z hlediska náročnosti na systémové prostředky (velikost zásobníku) velmi nevhodný (takový počítačový program lze použít jen pro malá čísla, protože obvykle dojde paměť pro zásobník). Proto je vhodnější místo rekurze použít cyklus.